# Gustave Boloko Nkeli
Pour les articles homonymes, voir Boloko.
Gustave Boloko Nkeli est un homme politique de la république démocratique du Congo. 
Il est le ministre des affaires foncières dans le gouvernement Matata II.